# All Night Nippon
All Night Nippon（日语： ōru naito nippon */?），又譯為日本夜未眠，通稱「ANN」，是由日本放送製作、並以日本放送為核心局向日本全國聯播的深夜廣播節目，於每週一至六25:00-27:00（即每週二至日1:00-3:00；日本標準時間）播出。廣義上，也包括日本放送製播的數檔以「All Night Nippon」冠名的廣播節目，經過多次的節目編成調整，構成現在時段橫跨22:00-29:00（晚間10點至凌晨5點）、並幾乎每日播出的夜間廣播節目系列。

## 概要
All Night Nippon是從1967年10月2日開始播出的長壽節目，截至2020年12月，是日本放送的節目中播出時間第二悠久的，僅次於1965年1月30日開始播出的《電話人生諮商》。雖然是帶狀節目，但主持人採每日輪值演出。現行All Night Nippon系列節目有兩個主要時段，分別為25:00-27:00的《All Night Nippon》、以及27:00-28:30/29:00的《All Night Nippon 0(ZERO)》，前者常被稱為「1部」、後者則被稱為「2部」。All Night Nippon的特色為主持人多由當紅藝人擔任（不論單人或團體），尤其是電視藝人、搞笑藝人與歌手，其中2部又以為廣播業界提拔新人才為主；另在歲末年初等特殊時節會播出由其他藝人主持的單發節目。2021年春季改編期（4月）起，又增加了在平日凌晨12點時段播出的《All Night Nippon X》（此處的「X」讀作「Cross」），成為All Night Nippon的第三主要時段，主攻年輕族群，並與SHOWROOM旗下的手機直播平台「smash.」連動（合作至2023年9月止）。
基本上，All Night Nippon的系列節目都是採現場直播的方式播出，但有時因主持人的意向、或者行程無法配合現場直播等原因，而採取預錄的方式播出。即使是以預錄播出，也大多是採取稱作「同時打包」的近似現場直播的方式播出。節目的製播地點，基本上是在東京有樂町的日本放送總部大樓（1997年4月至2003年7月間因大樓改建而改為台場的FCG大樓），但有時因應主持人的行程安排，而改在地方的聯播台、或者在大阪的日本放送關西支社的常設播音室播出，也有在地方的旅館、戶外、甚至海外進行現場直播的情形發生。但是，節目的背景音、或者廣告的播出，還是在日本放送總部大樓的播音室進行，播報員或2部的主持人也會為了應對節目播出時的特殊狀況而在棚內待機。

## 現行播出時段列表
| 播出時間             | 週一～四                    | 週五                      | 週六                      | 週日（月播一次）                 |
| -------------------- | --------------------------- | ------------------------- | ------------------------- | -------------------------------- |
| 18:00左右 - 上架預定 | All Night Nippon PODCAST    | All Night Nippon PODCAST  | All Night Nippon PODCAST  | 其他節目                         |
| 22:00 - 23:30        | All Night Nippon MUSIC10    | All Night Nippon GOLD     | 其他節目                  | 其他節目                         |
| 23:30 - 24:00        | All Night Nippon MUSIC10    | All Night Nippon GOLD     | All Night Nippon 週六特集 | 其他節目                         |
| 24:00 - 24:58        | All Night Nippon X（Cross） | 其他節目                  | All Night Nippon 週六特集 | 其他節目                         |
| 24:58 - 25:00        | 其他節目                    | 其他節目                  | All Night Nippon 週六特集 | 其他節目                         |
| 25:00 - 27:00        | All Night Nippon            | All Night Nippon          | All Night Nippon          | 其他節目                         |
| 27:00 - 28:30        | All Night Nippon 0 (ZERO)   | All Night Nippon 0 (ZERO) | All Night Nippon 0 (ZERO) | 高嶋秀武的 All Night Nippon 月一 |
| 28:30 - 29:00        | 其他節目                    | All Night Nippon 0 (ZERO) | All Night Nippon 0 (ZERO) | 高嶋秀武的 All Night Nippon 月一 |

## 播出時間
| 節目名稱         | 週一～四                       | 週五                           | 週六                           | 週日（月播一次）        |
| ---------------- | ------------------------------ | ------------------------------ | ------------------------------ | ----------------------- |
| PODCAST          | 18:00左右上架 （下架時間未定） | 18:00左右上架 （下架時間未定） | 18:00左右上架 （下架時間未定） | （非時段）              |
| MUSIC10          | 22:00 - 24:00 （120分）        | （非時段）                     | （非時段）                     | （非時段）              |
| GOLD             | （非時段）                     | 22:00 - 24:00 （120分）        | （非時段）                     | （非時段）              |
| X（Cross）       | 24:00 - 24:58 （58分）         | （非時段）                     | （非時段）                     | （非時段）              |
| All Night Nippon | 25:00 - 27:00 （120分）        | 25:00 - 27:00 （120分）        | 25:00 - 27:00 （120分）        | （非時段）              |
| 0（ZERO）        | 27:00 - 28:30 （90分）         | 27:00 - 29:00 （120分）        | 27:00 - 29:00 （120分）        | （非時段）              |
| 週六特集         | （非時段）                     | （非時段）                     | 23:30 - 25:00 （90分）         | （非時段）              |
| 月一             | （非時段）                     | （非時段）                     | （非時段）                     | 27:00 - 29:00 （120分） |

聯播台詳細列表請參見下方章節。
All Night Nippon
- 週一 - 週六 25:00 - 27:00（36台聯播）

All Night Nippon 0(ZERO)
- 週一 - 週四 27:00 - 28:30、週五 27:00 - 29:00（34台聯播）
- 週六 27:00 - 29:00（26台聯播；IBC岩手放送、山形放送、和歌山放送聯播至28:00）

All Night Nippon MUSIC10
- 週一 - 週四 22:00 - 24:00（19台聯播；東北放送週一有自製節目不聯播、週二到週四聯播至23:50）

All Night Nippon GOLD
- 週五 22:00 - 24:00（19台聯播；東北放送聯播至23:50）

All Night Nippon X
- 週一 - 週四 24:00 - 24:58（日本放送、STV電台2台聯播）

All Night Nippon週六特集
- 週六 23:30 - 25:00（34台聯播）

All Night Nippon月一
- 週日 27:00 - 29:00（日本放送1台播出）

All Night Nippon PODCAST
- 週一 - 週六 18:00（日本放送PODCAST STATION等平台上架）

## 現在的主持人
| 播出日                                                                        | 節目名稱                                                                 | 主持人                                               | 播出方式                                             | 節目開始日                                           |
| All Night Nippon PODCAST（星期一～六 18:00左右上架）                          | All Night Nippon PODCAST（星期一～六 18:00左右上架）                     | All Night Nippon PODCAST（星期一～六 18:00左右上架） | All Night Nippon PODCAST（星期一～六 18:00左右上架） | All Night Nippon PODCAST（星期一～六 18:00左右上架） |
| ----------------------------------------------------------------------------- | ------------------------------------------------------------------------ | ---------------------------------------------------- | ---------------------------------------------------- | ---------------------------------------------------- |
| 星期一                                                                        | オールナイトニッポンPODCASTトータルテンボスのぬきさしならナイト! Season2 | 綜合節奏                                             | 錄播（配信）                                         | 2020年5月18日                                        |
| 星期二                                                                        | オールナイトニッポンPODCASTランジャタイの〇〇（仮）                      | 蘭奢待                                               | 錄播（配信）                                         | 2024年4月2日                                         |
| 星期三                                                                        | オールナイトニッポンPODCAST銀シャリのおトぎばなし                        | 銀舍利                                               | 錄播（配信）                                         | 2021年3月3日                                         |
| 星期四                                                                        | オールナイトニッポンPODCASTアンガールズのジャンピン                      | 非女孩二人組                                         | 錄播（配信）                                         | 2021年10月7日                                        |
| 星期五                                                                        | オールナイトニッポンPODCASTトム・ブラウンのニッポン放送圧縮計画          | 湯姆布朗                                             | 錄播（配信）                                         | 2021年10月8日                                        |
| 星期六                                                                        | ○○(主持人名)的All Night Nippon PODCAST                                   | （每月替換）                                         | 錄播（配信）                                         | 2021年10月9日                                        |
| All Night Nippon MUSIC10（星期一～四 22:00 - 24:00）                          |                                                                          |                                                      |                                                      |                                                      |
| 星期一                                                                        | All Night Nippon MUSIC10                                                 | 森山良子                                             | 直播                                                 | 2015年9月28日                                        |
| 星期二                                                                        | All Night Nippon MUSIC10                                                 | 鈴木杏樹                                             | 直播                                                 | 2015年9月30日                                        |
| 第1、3星期三                                                                  | All Night Nippon MUSIC10                                                 | 名取裕子                                             | 直播                                                 | 2015年9月29日                                        |
| 第2星期三                                                                     | All Night Nippon MUSIC10                                                 | 森高千里                                             | 直播                                                 | 2020年4月8日                                         |
| 第4星期三                                                                     | All Night Nippon MUSIC10                                                 | 岸谷香                                               | 直播                                                 | 2020年4月22日                                        |
| 星期四                                                                        | All Night Nippon MUSIC10                                                 | 渡邊滿里奈                                           | 直播                                                 | 2018年1月4日                                         |
| All Night Nippon GOLD（星期五 22:00 - 24:00）                                 |                                                                          |                                                      |                                                      |                                                      |
| 第1星期五                                                                     | 愛繆的All Night Nippon GOLD                                              | 愛繆                                                 | 直播／錄播                                           | 2023年4月7日                                         |
| 第2、4星期五                                                                  | All Night Nippon GOLD 特集之夜                                           | （每週替換）                                         | 直播／錄播                                           | 2013年10月11日                                       |
| 第3星期五                                                                     | 松任谷由實的All Night Nippon GOLD                                        | 松任谷由實                                           | 直播／錄播                                           | 2016年4月22日                                        |
| 每月最終星期五                                                                | Love Live!系列的All Night Nippon GOLD                                    | Love Live!系列                                       | 直播／錄播                                           | 2020年7月24日                                        |
| All Night Nippon X（星期一～四 24:00 - 24:58）                                |                                                                          |                                                      |                                                      |                                                      |
| 星期一                                                                        | 木谷龍也的All Night Nippon X                                             | 木谷龍也                                             | 直播                                                 | 2024年4月1日                                         |
| 星期二                                                                        | 高橋文哉的All Night Nippon X                                             | 高橋文哉                                             | 直播                                                 | 2024年4月2日                                         |
| 星期三                                                                        | JO1的All Night Nippon X                                                  | JO1（常規主持：白岩瑠姫）                            | 直播                                                 | 2022年4月6日                                         |
| 星期四                                                                        | 日向坂46·松田好花的All Night Nippon X                                    | 松田好花（日向坂46）                                 | 直播                                                 | 2024年4月4日                                         |
| All Night Nippon（星期一～六 25:00 - 27:00）                                  |                                                                          |                                                      |                                                      |                                                      |
| 星期一                                                                        | 山田裕貴的All Night Nippon                                               | 山田裕貴                                             | 直播                                                 | 2024年4月1日                                         |
| 星期二                                                                        | 星野源的All Night Nippon                                                 | 星野源                                               | 直播                                                 | 2016年3月28日                                        |
| 星期三                                                                        | 乃木坂46的All Night Nippon                                               | 乃木坂46（常規主持：久保史緒里）                     | 直播                                                 | 2019年4月3日                                         |
| 星期四                                                                        | NINETY-NINE的All Night Nippon                                            | NINETY-NINE                                          | 直播                                                 | 2020年5月14日                                        |
| 星期五                                                                        | 霜降明星的All Night Nippon                                               | 霜降明星                                             | 直播                                                 | 2021年4月2日                                         |
| 星期六                                                                        | 日冷呈獻 奧黛麗的All Night Nippon                                        | 奧黛麗                                               | 直播                                                 | 2009年10月10日                                       |
| All Night Nippon 0(ZERO)（星期一～四 27:00 - 28:30/星期五、六 27:00 - 29:00） |                                                                          |                                                      |                                                      |                                                      |
| 星期一                                                                        | 木谷龍也的All Night Nippon 0(ZERO)                                       | 木谷龍也                                             | 直播                                                 | 2025年3月31日                                        |
| 星期二                                                                        | Ano的All Night Nippon 0(ZERO)                                            | Ano                                                  | 直播                                                 | 2022年4月5日                                         |
| 星期三                                                                        | 佐久間宣行的All Night Nippon 0(ZERO)                                     | 佐久間宣行                                           | 直播                                                 | 2019年4月3日                                         |
| 星期四                                                                        | 魔法可愛的All Night Nippon 0(ZERO)                                       | 魔法可愛                                             | 直播                                                 | 2021年4月1日                                         |
| 星期五                                                                        | 三四郎的All Night Nippon 0(ZERO)                                         | 三四郎                                               | 直播                                                 | 2021年4月2日                                         |
| 星期六                                                                        | ○○(主持人名)的All Night Nippon 0(ZERO)                                   | （每週替換）                                         | 直播／錄播                                           | 2018年4月7日                                         |
| 每月最終星期六                                                                | YARLEN的All Night Nippon 0(ZERO)                                         | YARLEN                                               | 直播                                                 | 2024年4月27日                                        |
| All Night Nippon週六特集（星期六 23:30 - 25:00）                              |                                                                          |                                                      |                                                      |                                                      |
| 星期六                                                                        | SixTONES的All Night Nippon週六特集                                       | SixTONES                                             | 直播                                                 | 2020年4月4日                                         |
| All Night Nippon月一（星期日 27:00 - 29:00）                                  |                                                                          |                                                      |                                                      |                                                      |
| 星期日（月播一次）                                                            | 高嶋秀武的All Night Nippon月一                                           | 高嶋秀武                                             | 錄播                                                 | 2019年4月14日                                        |

## 聯播台
目前日本全國播出All Night Nippon（1部）的電台共有36台，如果從廣播對象地域的角度來看，日本所有的都道府縣都可以收聽得到。All Night Nippon系列節目在地方的聯播台，以全國廣播網（NRN）的加盟台為主，但在1999年日本放送推出「LF+R」系列節目後，各聯播台的時間帶變化變得複雜，使得All Night Nippon系列節目在日本全國的聯播情形並不統一。截至2019年10月，日本的AM廣播電台中完全沒有播出過All Night Nippon系列節目的，只有岐阜放送、MBS電台、琉球放送等3台。
以下為下方列表中「播出節目」欄位的標註：
- 10……All Night Nippon MUSIC10（週一18台聯播、週二至四19台聯播）[註 2]、All Night Nippon GOLD（週五17台聯播）[註 2]
- A1……All Night Nippon（36台聯播）
- A0……All Night Nippon 0(ZERO) 平日（19台聯播）[註 2]
- 0S……All Night Nippon 0(ZERO) 週六（21台聯播）[註 2]
- SS……All Night Nippon週六特集（34台聯播）
- ※……曾經聯播過、但現已停止的時段

| 廣播對象地域   | 電台                     | 所屬聯播網 | 播出節目 | 播出節目 | 播出節目 | 播出節目 | 播出節目 | 備註                                    | 聯播開始時間  |
| -------------- | ------------------------ | ---------- | -------- | -------- | -------- | -------- | -------- | --------------------------------------- | ------------- |
| 關東廣域圈     | 日本放送                 | NRN        | 10       | A1       | A0       | 0S       | SS       | 製作台                                  | 1967年10月2日 |
| 北海道         | STV電台                  | NRN        | 10       | A1       | A0       | 0S       | ※        | [ 註 4 ] [ 註 5 ]                       | 1970年6月30日 |
| 北海道         | 北海道放送               | NRN / JRN  | -        | -        | -        | -        | SS       |                                         | 2003年10月    |
| 青森縣         | 青森放送                 | NRN / JRN  | 10       | A1       | ※        | ※        | SS       | [ 註 6 ] [ 註 7 ]                       | 1973年7月2日  |
| 岩手縣         | IBC岩手放送              | NRN / JRN  | 10       | A1       | ※        | 0S       | SS       | [ 註 8 ] [ 註 9 ] [ 註 10 ]             | 1972年4月     |
| 宮城縣         | 東北放送                 | NRN / JRN  | 10       | A1       | A0       | ※        | SS       | [ 註 11 ] [ 註 12 ] [ 註 13 ]           | 1970年10月    |
| 秋田縣         | 秋田放送                 | NRN / JRN  | -        | A1       | -        | -        | SS       |                                         | 1979年10月    |
| 山形縣         | 山形放送                 | NRN / JRN  | 10       | A1       | -        | 0S       | SS       | [ 註 10 ]                               | 1977年4月     |
| 福島縣         | 福島電台                 | NRN / JRN  | ※        | A1       | -        | -        | SS       | [ 註 14 ]                               | 1982年4月     |
| 茨城縣         | 茨城放送                 | NRN        | 10       | A1       | A0       | 0S       | SS       | [ 註 15 ] [ 註 16 ]                     | 2001年4月     |
| 栃木縣         | 栃木放送                 | NRN        | -        | A1       | A0       | 0S       | -        |                                         | 1995年7月     |
| 山梨縣         | 山梨放送                 | NRN / JRN  | 10       | A1       | ※        | ※        | SS       | [ 註 17 ] [ 註 18 ]                     | 1991年4月     |
| 靜岡縣         | 靜岡放送                 | NRN / JRN  | ※        | A1       | ※        | ※        | SS       | [ 註 20 ] [ 註 21 ]                     | 1970年6月30日 |
| 中京廣域圈     | 東海電台                 | NRN        | 10       | -        | -        | -        | SS       | [ 註 22 ]                               | 1999年10月    |
| 中京廣域圈     | CBC電台                  | JRN        | -        | A1       | ※        | ※        | -        | [ 註 23 ] [ 註 24 ]                     | 1972年10月    |
| 新潟縣         | 新潟放送                 | NRN / JRN  | -        | A1       | A0       | ※        | SS       | [ 註 25 ]                               | 1976年6月     |
| 長野縣         | 信越放送                 | NRN / JRN  | 10       | A1       | A0       | ※        | SS       | [ 註 26 ] [ 註 27 ] [ 註 28 ]           | 1970年10月8日 |
| 富山縣         | 北日本放送               | NRN / JRN  | ※        | A1       | A0       | -        | SS       | [ 註 29 ] [ 註 30 ]                     | 1977年4月     |
| 石川縣         | 北陸放送                 | NRN / JRN  | 10       | A1       | -        | ※        | SS       | [ 註 31 ] [ 註 32 ]                     | 1982年3月     |
| 福井縣         | 福井放送                 | NRN / JRN  | 10       | A1       | ※        | 0S       | SS       | [ 註 33 ] [ 註 34 ] [ 註 10 ]           | 1981年4月     |
| 京都府、滋賀縣 | KBS京都 （KBS滋賀）      | NRN        | ※        | A1       | A0       | 0S       | SS       | [ 註 35 ] [ 註 36 ]                     | 1978年4月     |
| 近畿廣域圈     | 大阪電台                 | NRN        | -        | A1       | -        | -        | -        |                                         | 1970年6月30日 |
| 近畿廣域圈     | 朝日放送廣播電台         | NRN / JRN  | ※        | -        | -        | -        | SS       | [ 註 37 ] [ 註 38 ]                     | 2009年11月    |
| 近畿廣域圈     | FM COCOLO                | MegaNet    | 10       | -        | -        | -        | -        | [ 註 39 ] [ 註 40 ] [ 註 41 ]           | 2013年10月    |
| 和歌山縣       | 和歌山放送               | NRN / JRN  | 10       | A1       | ※        | 0S       | ※        | [ 註 43 ] [ 註 44 ] [ 註 10 ] [ 註 45 ] | 1981年4月     |
| 兵庫縣         | 關西電台                 | 獨立台     | ※        | -        | A0       | -        | -        | [ 註 46 ] [ 註 47 ]                     | 2001年4月     |
| 鳥取縣、島根縣 | 山陰放送                 | NRN / JRN  | ※        | A1       | -        | -        | SS       | [ 註 48 ]                               | 1985年4月     |
| 岡山縣         | RSK山陽放送              | NRN / JRN  | 10       | A1       | -        | -        | SS       | [ 註 49 ]                               | 1997年10月    |
| 廣島縣         | 中國放送                 | NRN / JRN  | ※        | A1       | ※        | ※        | SS       | [ 註 50 ] [ 註 51 ] [ 註 52 ]           | 1970年10月    |
| 山口縣         | 山口放送                 | NRN / JRN  | 10       | A1       | -        | 0S       | SS       | [ 註 53 ]                               | 1988年4月     |
| 愛媛縣         | 南海放送                 | NRN / JRN  | ※        | A1       | A0       | 0S       | SS       | [ 註 54 ] [ 註 55 ] [ 註 56 ]           | 1979年4月     |
| 香川縣         | 西日本放送               | NRN / JRN  | ※        | A1       | A0       | 0S       | SS       | [ 註 57 ] [ 註 58 ] [ 註 10 ]           | 1971年4月     |
| 德島縣         | 四國放送                 | NRN / JRN  | -        | A1       | -        | 0S       | SS       | [ 註 56 ]                               | 1977年4月     |
| 高知縣         | 高知放送                 | NRN / JRN  | ※        | A1       | A0       | 0S       | SS       | [ 註 57 ] [ 註 59 ] [ 註 56 ]           | 1971年4月     |
| 福岡縣         | 九州朝日放送             | NRN        | 10       | A1       | A0       | 0S       | -        | [ 註 60 ] [ 註 61 ]                     | 1970年7月15日 |
| 福岡縣         | RKB每日放送              | JRN        | -        | -        | -        | -        | SS       |                                         | 2000年3月     |
| 長崎縣、佐賀縣 | 長崎放送 （NBC電台佐賀） | NRN / JRN  | 10       | A1       | ※        | 0S       | SS       | [ 註 62 ] [ 註 63 ] [ 註 64 ]           | 1970年10月    |
| 熊本縣         | 熊本放送                 | NRN / JRN  | ※        | A1       | ※        | ※        | SS       | [ 註 65 ] [ 註 66 ] [ 註 67 ]           | 1971年3月31日 |
| 大分縣         | 大分放送                 | NRN / JRN  | 10       | A1       | -        | 0S       | SS       | [ 註 68 ] [ 註 69 ]                     | 1979年4月     |
| 宮崎縣         | 宮崎放送                 | NRN / JRN  | 10       | A1       | -        | 0S       | SS       | [ 註 70 ]                               | 1977年4月     |
| 鹿兒島縣       | 南日本放送               | NRN / JRN  | ※        | A1       | -        | 0S       | SS       | [ 註 71 ] [ 註 72 ]                     | 1979年10月    |
| 沖繩縣         | 沖繩電台                 | NRN        | -        | A1       | -        | -        | SS       | [ 註 73 ]                               | 1977年4月     |

各聯播台有時會停止聯播，例如在年末年始會播出自己製作的特別節目，或者電台所在地的職棒球隊取得聯盟冠軍或日本大賽冠軍時播出優勝紀念特別節目。例子有：
- 2013年9月26日：東北放送 - 東北樂天金鷲贏得聯盟冠軍，當日從「GOLD」到「0(ZERO)」的聯播均中止。
- 2016年9月10日：中國放送 - 廣島東洋鯉魚贏得聯盟冠軍，當日「週六特集 大倉君與高橋君（日语：オールナイトニッポンサタデースペシャル 大倉くんと高橋くん）」的聯播中止。
- 2016年10月29日：北海道放送 - 北海道日本火腿鬥士拿下日本大賽冠軍，當日「週六特集 大倉君與高橋君」的聯播中止。

## 主要競爭節目
- JUNK（日语：JUNK）（TBS電台、JRN系）
- 廣播深夜班次（日语：ラジオ深夜便）（NHK廣播第1頻率、NHK-FM頻率）

### 腳註
1. ↑  1974年7月至1998年3月，All Night Nippon分為25:00-27:00播出的「1部」、以及27:00-29:00播出的「2部」。2部的時段，後來先後改編為《All Night Nippon R》與《All Night Nippon 0(ZERO)》。
2. 1 2 3 4  播出時間依各聯播台情形有所不同。
3. ↑  0S從1998年4月開始（當時為「週六R」），播出至28:30，2021年1月起延長至28:50，2024年4月起延長至29:00。
4. ↑  在週一至週四同時聯播All Night Nippon X。
5. ↑  SS在2002年3月結束。
6. ↑  10從2000年10月開始（當時為「SUPER」）。
7. ↑  A0在1977年7月結束（當時為「第2部」）。0S在2001年3月結束（當時為「週六R」）。
8. ↑  10は2001年10月（当時「SUPER」）開始。金曜のみ23:00飛び乗り（2012年10月 - 2013年3月の間はフルネット）。
9. ↑  1970年代にA0（当時「第2部」）を放送していた（終了時期不明）。
10. 1 2 3 4 5  0Sは2005年4月（当時「土曜R」）から4:00まで。
11. ↑  10は2013年4月2日（当時「GOLD」）開始。火 - 金曜のみ放送で、23:50まで（開始 - 2016年3月の金曜は23:30まで）。
12. ↑  A0は2013年4月1日開始。1970年代にA0・0S（当時「第2部」）を放送していた（終了時期不明）。
13. ↑  SSは2000年10月開始。
14. ↑  10從2000年1月開始（當時為「SUPER」），2011年9月結束（當時為「GOLD」）。
15. ↑  10從2009年11月開始（當時為「GOLD」）。ニッポン放送のANNシリーズ以外平日22時台は2004年9月27日からネット開始されている。月 - 木曜のみネット。金曜は2020年9月25日終了。
16. ↑  SSは2004年10月開始。
17. ↑  A0・0Sは1980年3月31日 - 1983年3月31日（当時「第2部」）に放送していた。0Sは1995年4月（当時「第2部」）に再開。2005年4月（当時「土曜R」）から4:00まで。2015年3月終了。
18. ↑  SSは2002年4月開始。
19. ↑  以前に1980年3月31日 - 1983年3月31日はANをネットしていた事がある。その後1991年4月にネット再開した。
20. ↑  10は2000年10月 - 2004年3月（当時「SUPER及びいいネ!」）放送。ニッポン放送のANNシリーズ以外平日22時台のネットは2008年3月27日まで。
21. ↑  0Sは2003年3月（当時「土曜R」）終了。1970年代にA0（当時「第2部」）を放送していた（終了時期不明）。
22. ↑  SSは2000年3月の放送開始から。また、ネット開始の時の放送枠は22時枠（当時「SUPER」）。
23. ↑  A0は1974年8月（当時「第2部」）まで放送。2009年4月 - 2010年3月（当時「くり万太郎R・金曜R」）を4:00まで放送。
24. ↑  0Sは1974年4月13日（当時「第2部」）開始。2005年4月（当時「土曜R」）からは4:00まで。2017年4月終了。
25. ↑  A0・0Sは1976年6月開始、1993年9月終了（当時「第2部」）。2020年3月30日よりA0のネット開始。
26. ↑  10は1999年10月（当時「SUPER!」）開始で、2000年11月 - 2004年3月にかけては火 - 金曜のみネット。
27. ↑  A0は2020年9月28日開始。1970年10月 - 1974年6月の2部制導入までは放送終了まで放送。以降は平日の第1部終了で飛び降りだった。
28. ↑  0Sは2005年4月（当時「土曜R」）から4:00まで。2012年3月に打ち切り後に2014年4月再開、2015年3月に再度打ち切り。
29. ↑  10は2000年4月 - 2004年3月（当時「SUPER」および「いいネ!」）放送。ニッポン放送のANNシリーズ以外平日 22時台のネットは2005年3月まで。
30. ↑  A0は2020年9月28日開始。
31. ↑  10は2002年4月（当時「SUPER」）開始。月 - 木曜のみネット(2018年4月 - 2020年9月は23:49まで)。金曜は2018年3月終了。
32. ↑  0Sは2005年4月（当時「土曜R」）から4:00まで。2005年9月終了。
33. ↑  10は2000年4月（当時「SUPER」）開始。
34. ↑  A0は1995年9月（当時「第2部」）終了。
35. ↑  10は1999年10月 - 2004年3月（当時「SUPER及びいいネ!」）放送。ニッポン放送のANNシリーズ以外平日22時台のネットは2008年12月まで。
36. ↑  SSは2005年10月開始。
37. ↑  10は2009年11月開始、ニッポン放送のANNシリーズ以外平日22時台は同年7月からネット開始されていた。月 - 木曜のみ。2014年3月終了（当時「GOLD」）。
38. ↑  SSは2010年4月開始。
39. ↑  オールナイトニッポンとその関連番組のネット局の中で、唯一のFM放送局。
40. ↑  10は2014年4月（当時「GOLD」）開始。月 - 木曜のみ。
41. ↑  正確な放送対象地域は、大阪府大阪市・堺市・東大阪市・関西国際空港、兵庫県神戸市・尼崎市、京都府京都市、奈良県奈良市。
42. ↑  ネット開始年月は『中島みゆきのオールナイトニッポン月イチ』の開始日を起点。
43. ↑  10は2000年1月 - 2004年3月（当時「SUPER及びいいネ!」）放送。ニッポン放送のANNシリーズ以外平日 22時台のネットは2007年3月まで。2010年4月（当時「GOLD」）再開。
44. ↑  A0は1995年9月（当時「第2部」）終了。
45. ↑  SSは2009年3月終了。
46. ↑  10は2001年4月 - 2004年3月（当時は「SUPER及びいいネ!」）放送。ニッポン放送のANNシリーズ以外平日22時台のネットは2009年9月まで。
47. ↑  A0は2007年4月（当時「エバーグリーン」）から月 - 木曜のネット開始（2007年9月までは4:00飛び乗り）、金曜は2012年10月からネット開始。
48. ↑  10は2001年4月（当時「SUPER」）開始。2010年3月（当時「GOLD」）終了。
49. ↑  10は2015年4月（当時「GOLD」）開始。
50. ↑  10は2000年10月 - 2004年3月（当時「SUPER及びいいネ!」）放送。ニッポン放送のANNシリーズ以外平日22時台のネットは2004年7月まで。
51. ↑  A0・0S（当時「第2部」）も放送していたが、1976年12月6日に『走れ!歌謡曲』のネット局になったため放送打ち切りとなった。
52. ↑  SSは2002年10月開始。
53. ↑  0Sは1995年4月以降（当時「第2部」）に開始。2005年4月 - 2013年3月（当時「土曜R」）は4:00まで。
54. ↑  10は2000年10月 - 2004年3月（当時「SUPER及びいいネ!」）まで放送。
55. ↑  A0は1998年10月（当時「R」）開始。2004年4月（当時「エバーグリーン」・「金曜R」） - 2020年9月25日の間は4時までの放送。なお、2013年4月 - 2015年9月は金曜のみフルネット。
56. 1 2 3  0Sは2005年4月 - 2013年3月（当時「土曜R」）は4:00まで。
57. 1 2  10は2001年10月（当時「SUPER」）開始。2010年9月（当時「GOLD」）終了。
58. ↑  A0は2004年4月（当時「エバーグリーン」・「金曜R」）から4:00まで。
59. ↑  A0は1995年9月（当時「第2部」）に一時終了したのち、1998年10月（当時「R」）再開。2004年4月（当時「エバーグリーン」・「金曜R」） - 2013年3月は4:00まで。
60. ↑  10は1999年10月 - 2004年3月（当時「SUPER及びいいネ!」）放送。ニッポン放送のANNシリーズ以外平日22時台のネットは2008年3月まで。2010年10月（当時は「GOLD」）再開。
61. ↑  0Sは2008年4月 - 9月（当時「土曜R」）は4:30まで。
62. ↑  10は2000年4月（当時「SUPER」）開始。
63. ↑  A0は1982年3月（当時「第2部」）終了。
64. ↑  0Sは長崎エリアは2005年4月 - 2014年3月、佐賀エリアは2005年4月 - 2013年3月（当時「土曜R」）は4:00まで。
65. ↑  10は2000年1月 - 2004年3月（当時「SUPER及びいいネ!」）放送。ニッポン放送のANNシリーズ以外平日 22時台のネットは2009年10月2日まで。
66. ↑  A0は2010年4月（当時「くり万太郎R・金曜R」）開始で4:00まで。2015年3月終了。1970年代にA0（当時「第2部」）を放送していた（終了時期不明）。
67. ↑  0Sは2005年4月（当時「土曜R」）から4:00まで。2015年3月終了。
68. ↑  10は2001年4月（当時「SUPER」）開始。
69. ↑  0Sは2013年4月（当時「土曜R」）開始。
70. ↑  0Sは2009年10月（当時「土曜R」）開始。2009年10月 - 2019年9月は4:00まで。
71. ↑  10は2003年4月 - 9月の金曜のみ（当時「フライデースペシャル」）放送。
72. ↑  0Sは1988年10月（当時「第2部」）開始。2005年4月（当時「土曜R」）から4:00まで。
73. ↑  SSは2004年4月開始。2009年3月に打ち切り後、2012年4月に再開。

### 腳註2
1. ↑  此處的「節目開始日」指常規播出的起始日，不計算單發特別節目。
2. ↑  2020年4月起，如該月有第5星期三，由特邀之主持人登場。
3. ↑  在2020年4月前為星期三。
4. ↑  在2020年4月前為星期二。
5. ↑  以《○○(主持人名)的All Night Nippon GOLD》的名義播出。
6. ↑  第2期的起始日。第1期為2019年7月至2020年3月間播出。
7. ↑  在2017年4月前為星期一。
8. ↑  第2期的起始日。第1期為1994年4月至2014年9月間播出。

### 來源
1. ↑  『プロが教えるラジオの教科書』（花輪如一 著、199ページ - 203ページ）より。
2. ↑  . スポーツニッポン. 2020-07-08  [2020-09-25]. （原始内容存档于2020-08-31）.
3. ↑  出典・1973年6月と7月の東奥日報・RABラジオ欄から（五所川原市立図書館にて閲覧）。
4. ↑  1970年10月8日 信濃毎日新聞 ラジオ欄

### 播出時段
- All Night Nippon DX（1997年10月 - 1998年3月）
- allnightnippon SUPER!（1999年 - 2003年）
- @llnightnippon.com（1999年 - 2003年）
- allnightnippon-r（1999年 - 2003年）
- All Night Nippon R（1998年 - 1999年、2003年 - 2018年）
- All Night Nippon R 特集之夜（日语：オールナイトニッポンR スペシャルナイト）（1998年、2003年 - 2018年）
- All Night Nippon真棒！（日语：オールナイトニッポンいいネ!）（2003年 - 2004年）
- All Night Nippon Premium（日语：オールナイトニッポンPremium）

### 廣播節目
- All Night Nippon Record（日语：オールナイトニッポンレコード）（2002年 - 2004年為全國聯播）
- All Night Nippon Evergreen（日语：オールナイトニッポンエバーグリーン）（2003年 - 2009年）
- All Night Nippon Again（日语：オールナイトニッポンアゲイン）（2006年 - 2007年）
- All Night Nippon 聽眾精選（日语：オールナイトニッポンリスナーズBEST）（2002年 - 2004年）
- All Night Nippon 每週替換特集（日语：オールナイトニッポン 週替わりスペシャル）（1994年 - 1998年、2003年 - 2004年）
- All Night Nippon FRIDAY SPECIAL（日语：オールナイトニッポン FRIDAY SPECIAL）（2003年）
- All Night Nippon 有樂町音樂室（日语：オールナイトニッポン 有楽町音楽室）（2007年 - 2008年）
- All Night Nippon 支援者（日语：上原隆のオールナイトニッポン サポーターズ）（2007年 - 2009年）
- All Night Nippon 創意者之夜（日语：オールナイトニッポン クリエイターズナイト）（2008年）
- All Night Nippon Sunday（日语：オールナイトニッポンサンデー）（2009年 - 2010年）
- 北野武、美雪、千春也登場！ 傳說的主持人現在來說說 All Night Nippon 45小時特集（日语：たけし みゆき 千春も登場! 伝説のパーソナリティが今を語る オールナイトニッポン45時間スペシャル） - All Night Nippon 45周年紀念特別節目

### 服務
- All Night Nippon Mobile（日语：オールナイトニッポンモバイル）
- All Night Nippon i（日语：オールナイトニッポンi）

## 外部鏈結
- 官方網站
  - allnightnippon.com（All Night Nippon系列與日本放送夜間節目專用網站）
  - All Night Nippon 50周年特設網站 （页面存档备份，存于）
  - All Night Nippon的X（前Twitter）
  - All Night Nippon的Instagram帳戶
- 非官方網站
  - All Night Nippon自1999年4月起的主持人一覽表 （页面存档备份，存于）